# Мавзолей Тура-хана
Мавзолей Тура-хана (башк. Турахан кәшәнәһе, рос. Мавзолей Тура-хана) — споруда Тура-хана, що побудована у XIV—XV століттях, була «Будівлею суду», де проходили судові процеси. Це яскравий зразок середньоазійської середньовічної архітектури. Поруч знаходилась кам'яна мечеть, що входила з мавзолеєм в єдиний ритуально-архітектурний ансамбль. Мавзолей розташований у Чишмінському районі Республіки Башкортостан, за 12 кілометрів на південний захід від районного центру селища Чишми поруч з автодорогою, від смт Чишми до села Нижні Терми. Є об'єктом культурної спадщини федерального значення.

## Будівля мавзолею
Мавзолей Тура-хана побудований із грубо обробленого каміння. Основу складає прямокутник розміром 6,6х6 метрів. На висоті 1,8 метра стіни переходять у восьмигранну піраміду і закінчуються куполом. Також є невелика прямокутна прибудова, що слугує куполом. То певний часвщина стін більше 1 метра, а висота до купола становить 8 метрів.

## Тура-хан
Існує декілька версій про Тура-хана. За однією з версій це був чингізид, тобто прямий нащадок Чингісхана. Він певний час кочував по Іртишу поблизу сучасного Тобольська. Через непорозуміння з родичами, він залишив Західний Сибір та прийшов у башкирські землі. Варто зазначити, що в ті далекі часи (XIII—XIV століттях), башкири селились значно ширше та в районі Тобольська також кочували представники цього народу.
За іншою версією, Турахан був братом могутнього хана Басмана, влада якого поширювалась по обидві сторони Південного Уралу. Тура-хана було вбито в міжусобній війні, що не було рідкістю у ті часи.
В сучасних підручних з історії зустрічається версія, що Тура-хан правив у Башкирії на початку XVI століття.

## Галерея

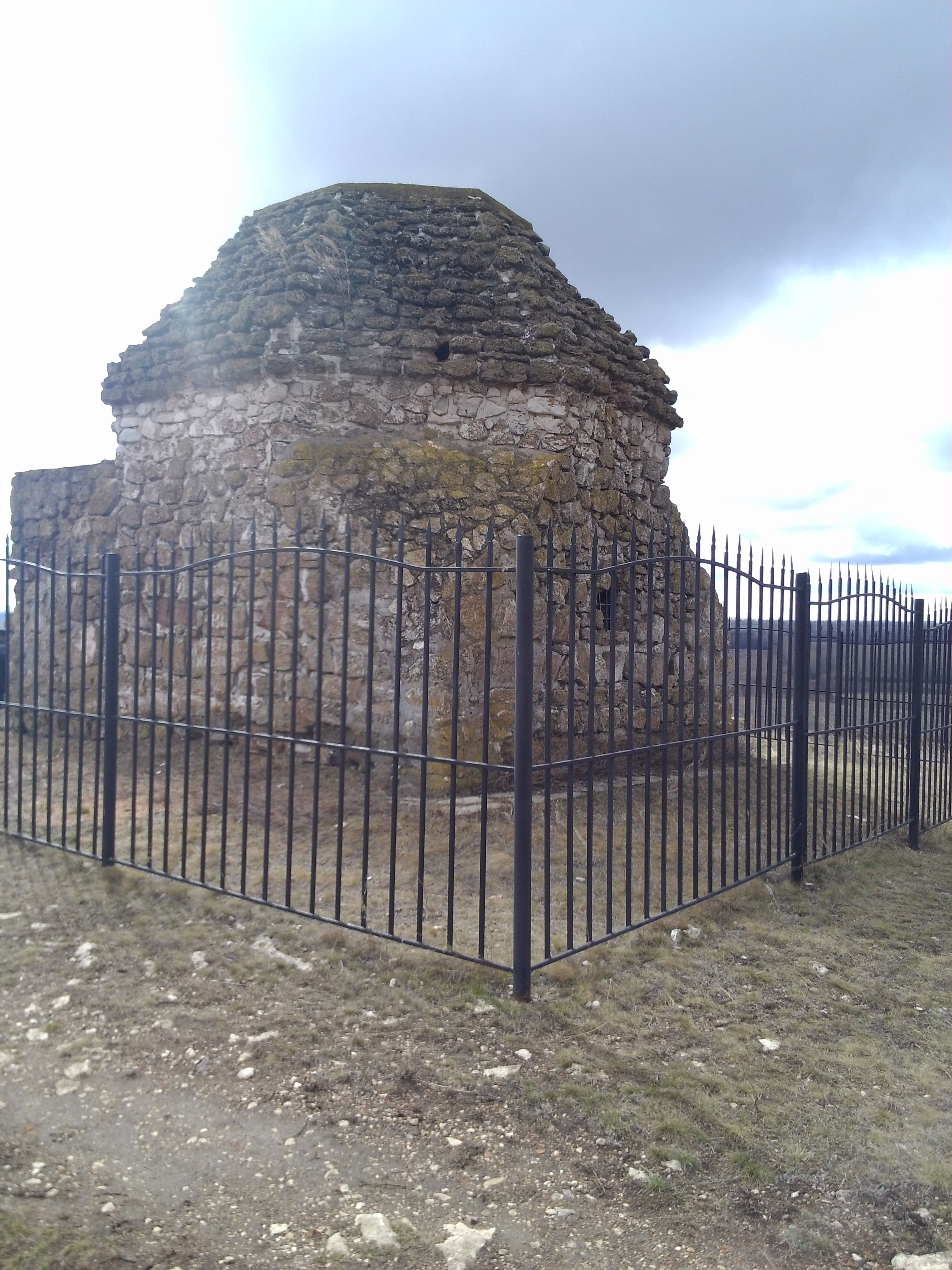
Мавзолей Тура-хана
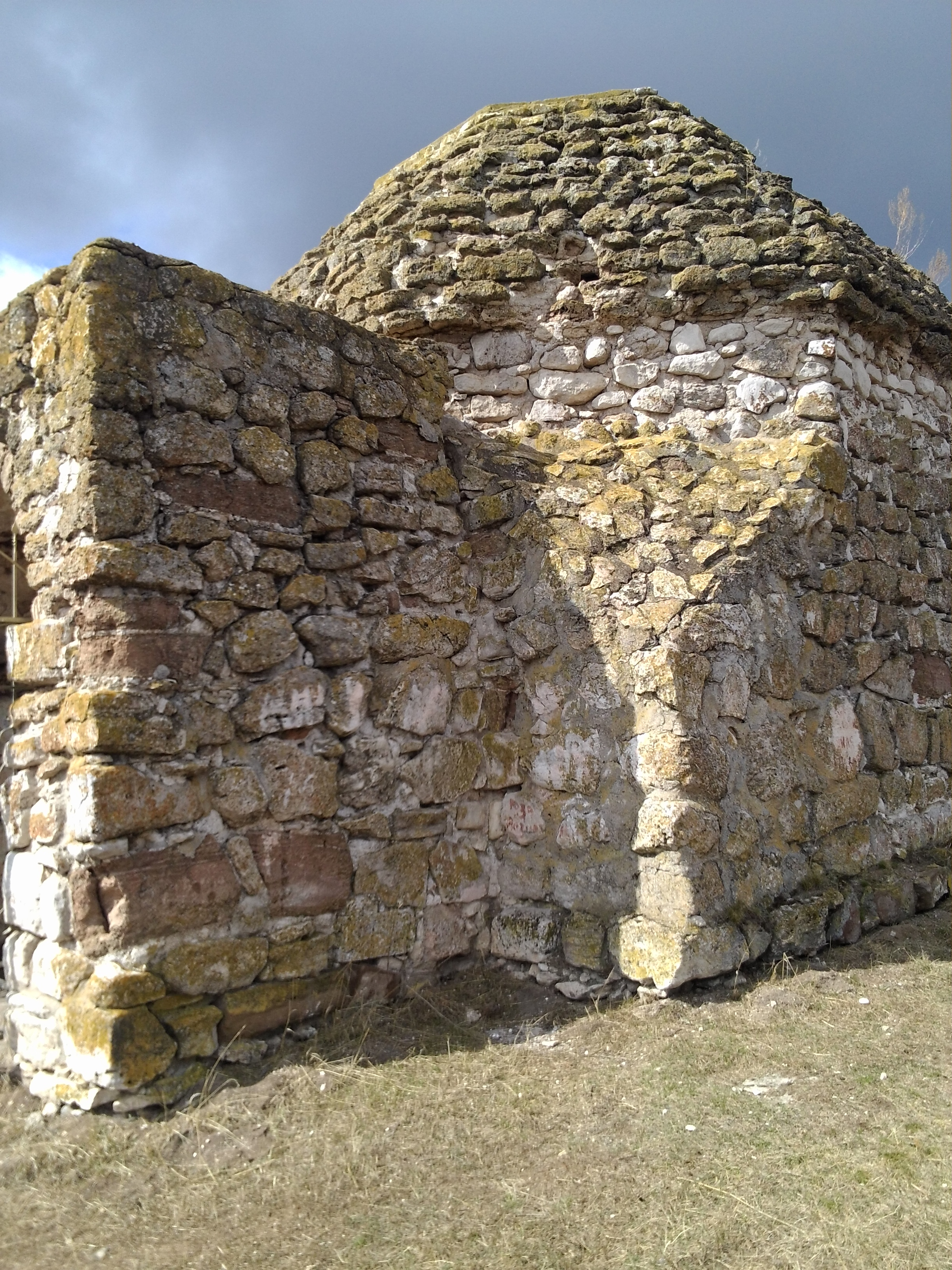
Будова мавзолею
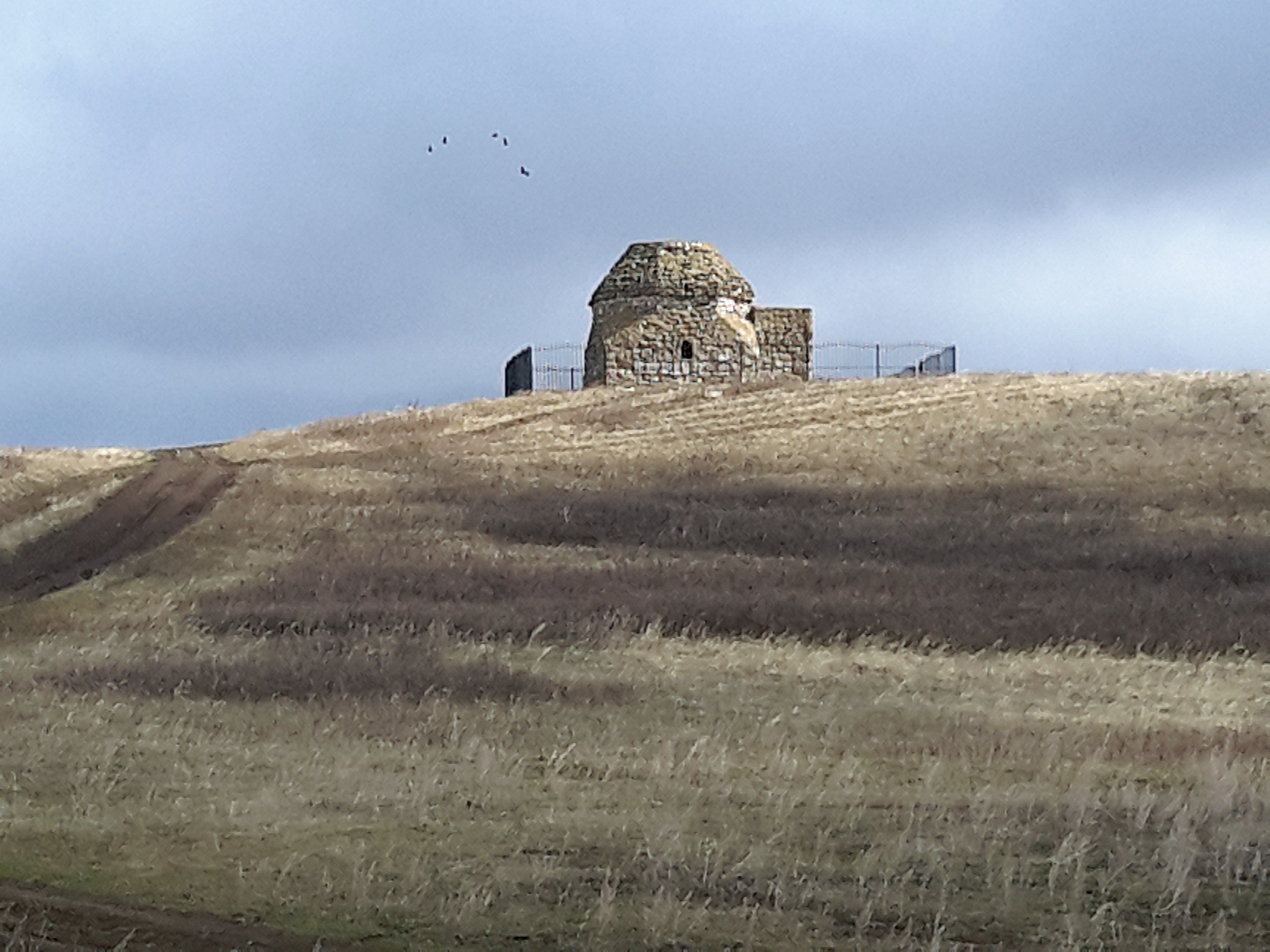
По дорозі на пагорб до мавзолею
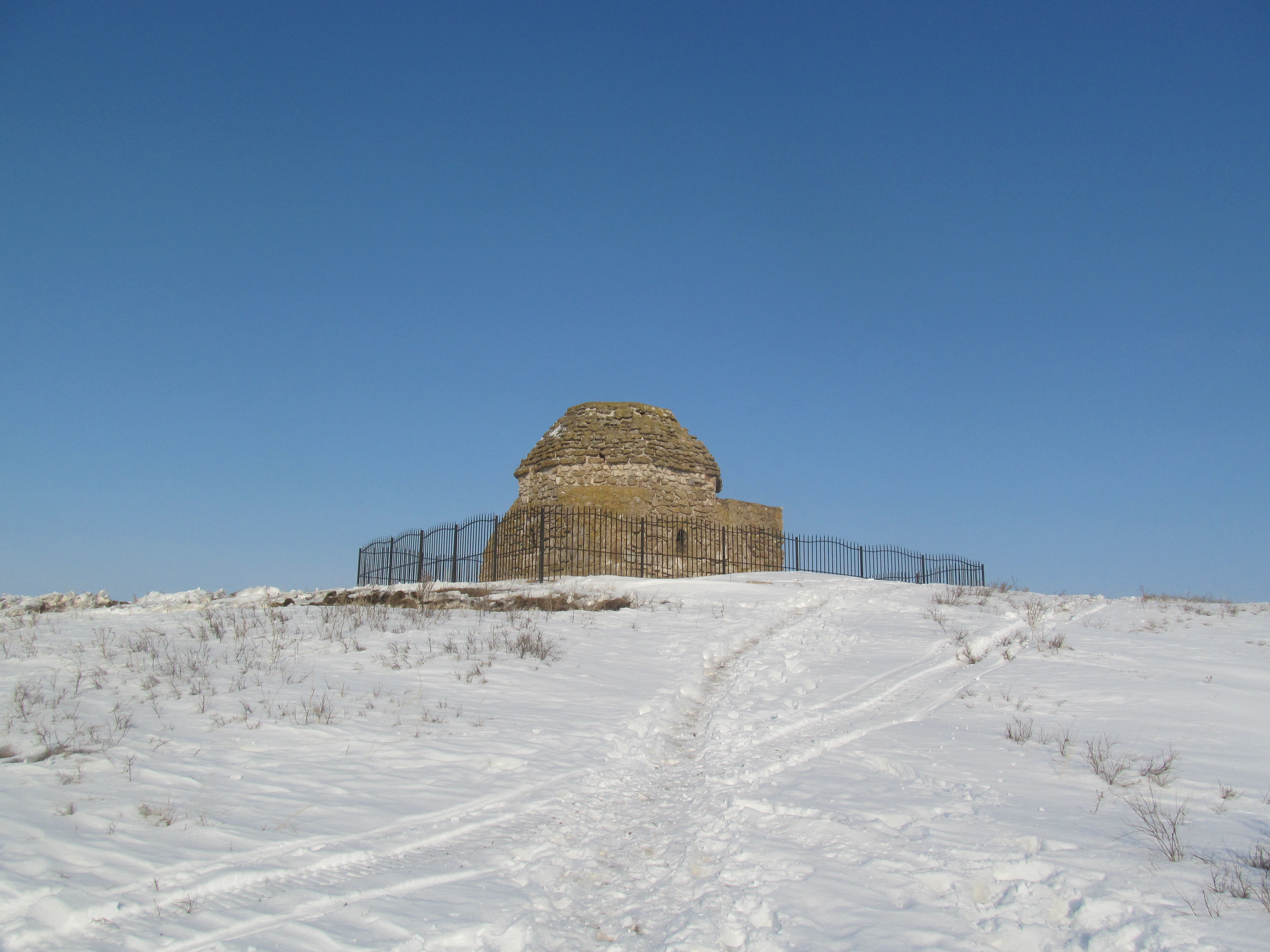
Вид мавзолею у зимовий період
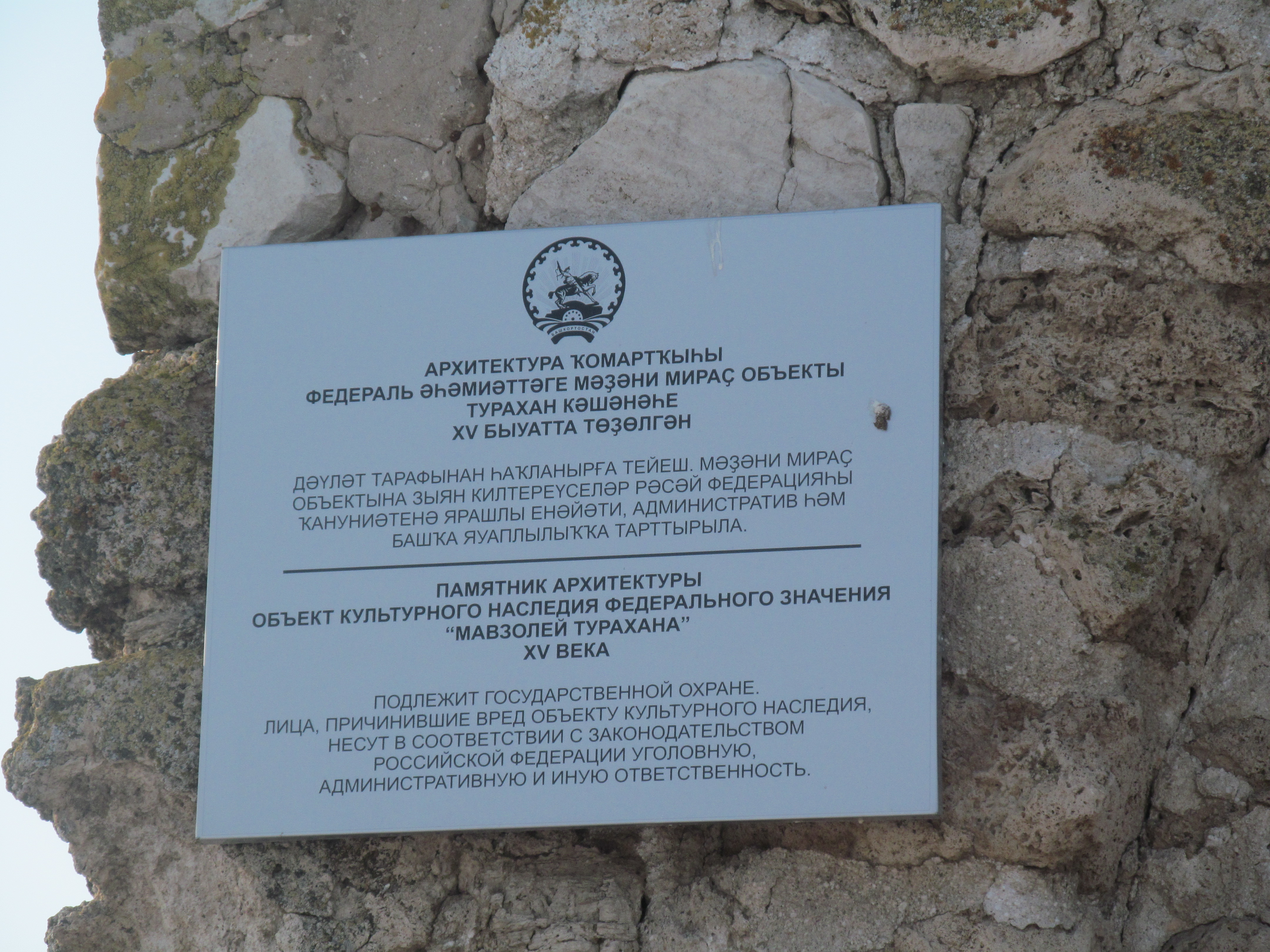
Інформаційна таблиця на будівлі мавзолею
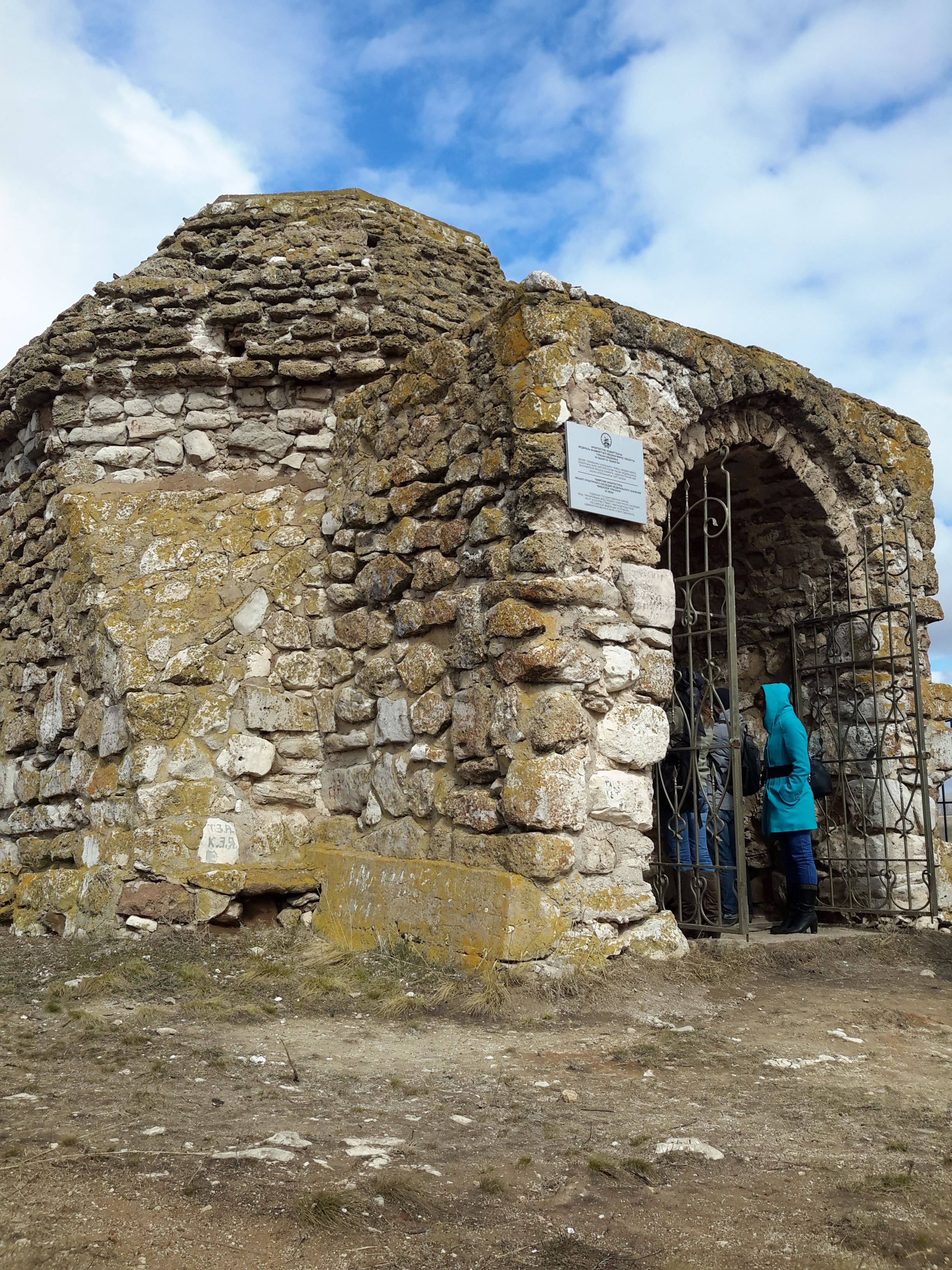
Вхід до мавзолею
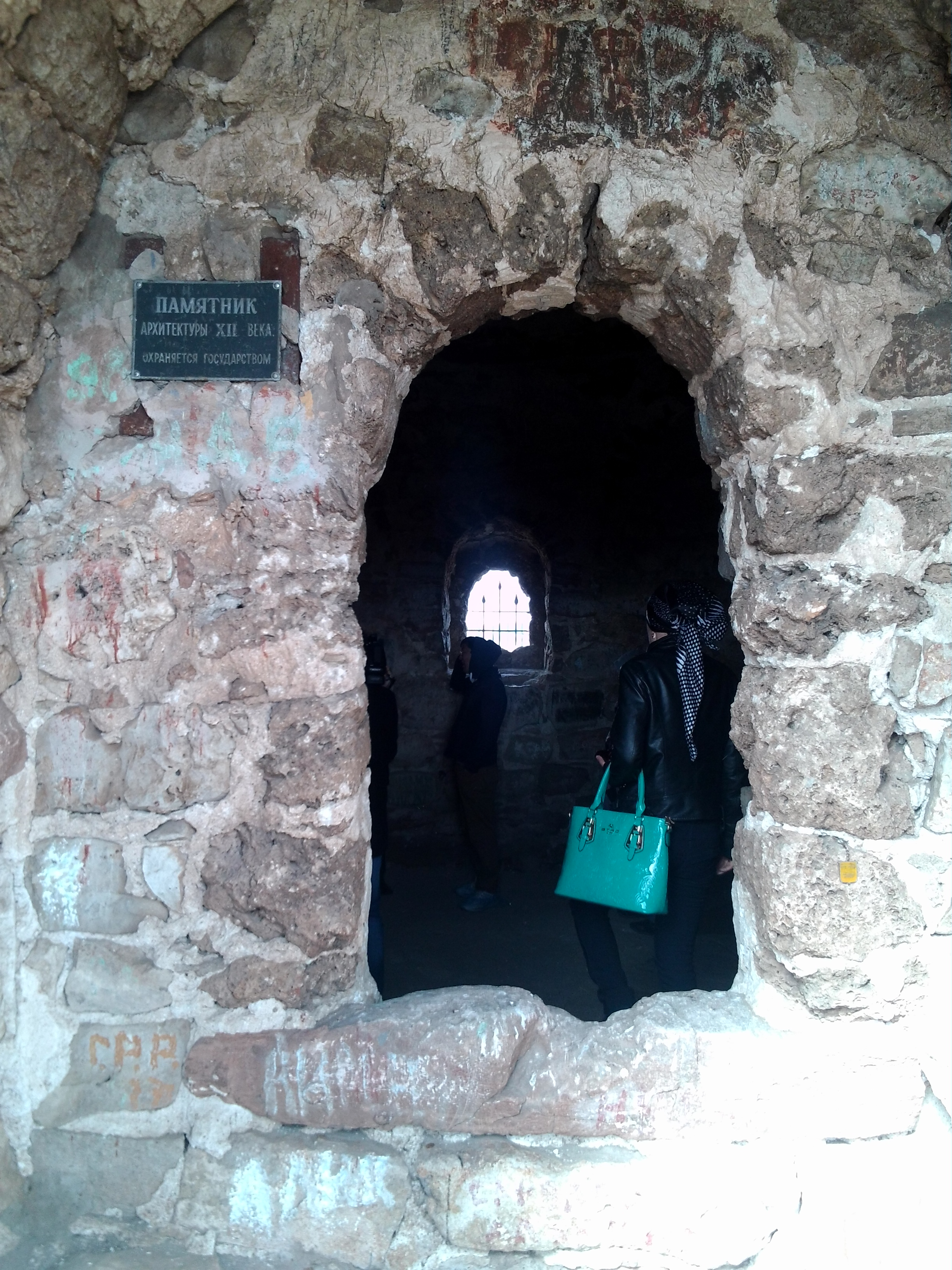
При вході до мавзолею
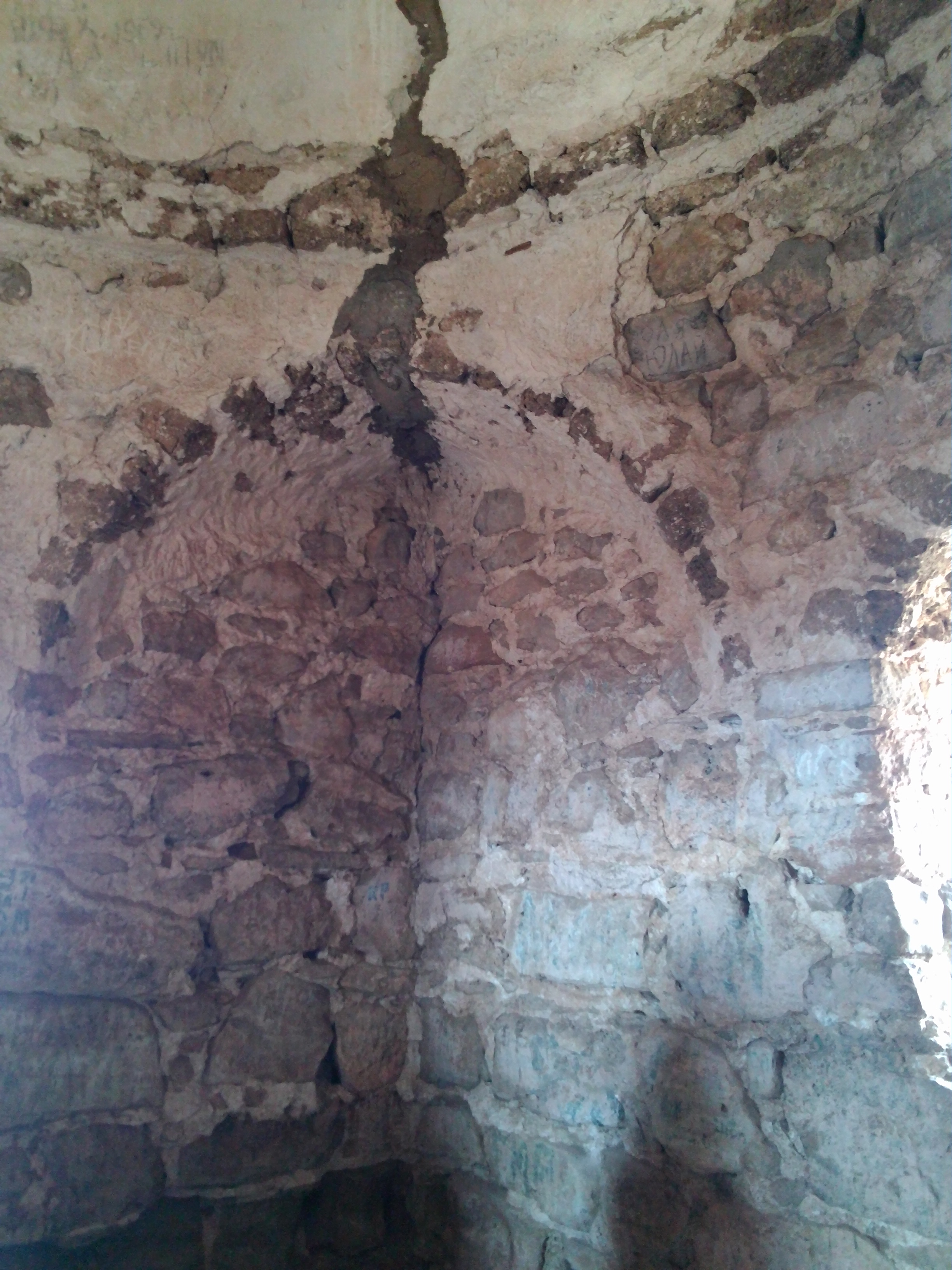
Всередині будівлі
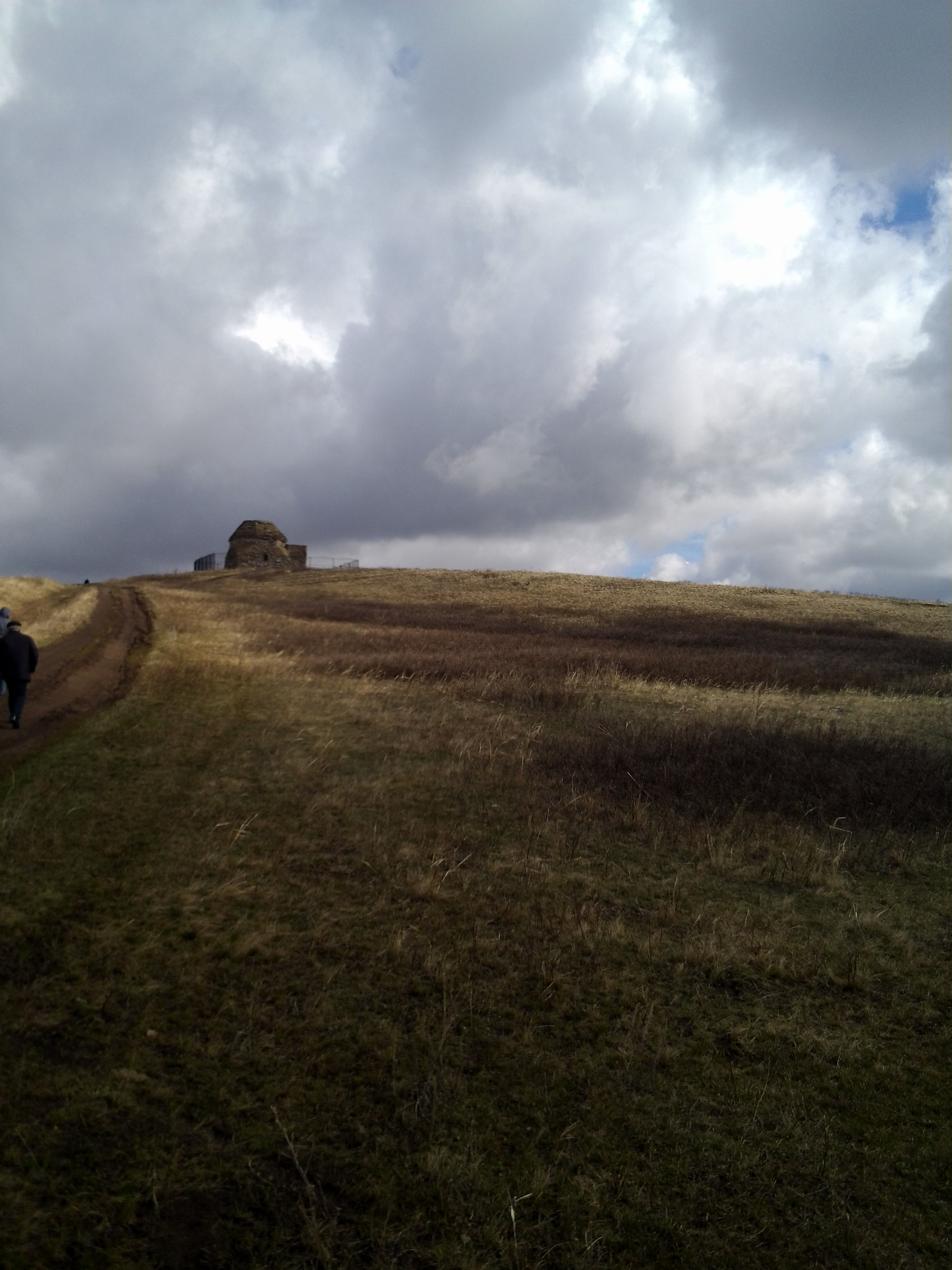
Дорога до мавзолею
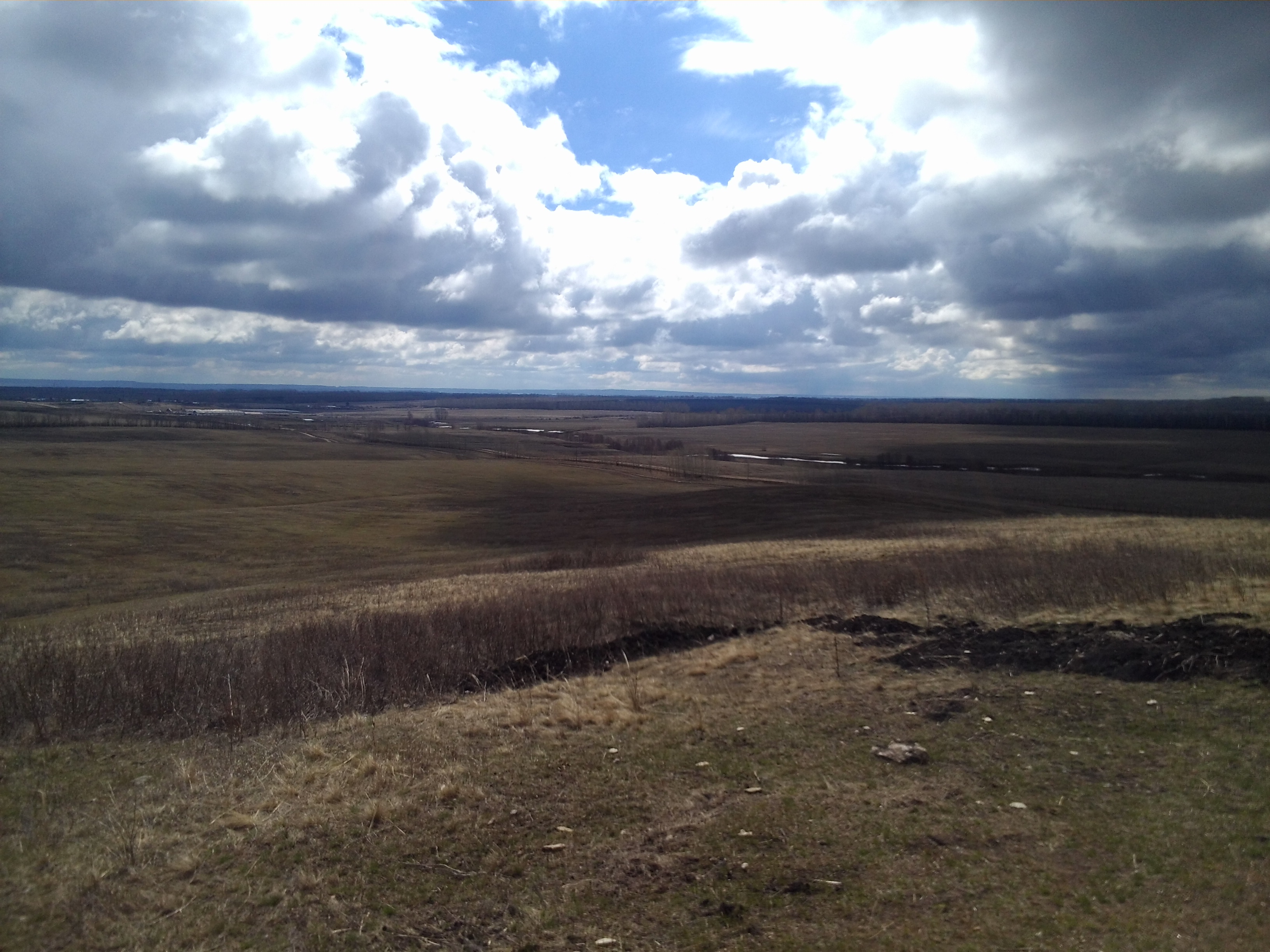
Краєвид з пагорба, де розташований мавзолей